# Ørnevegen

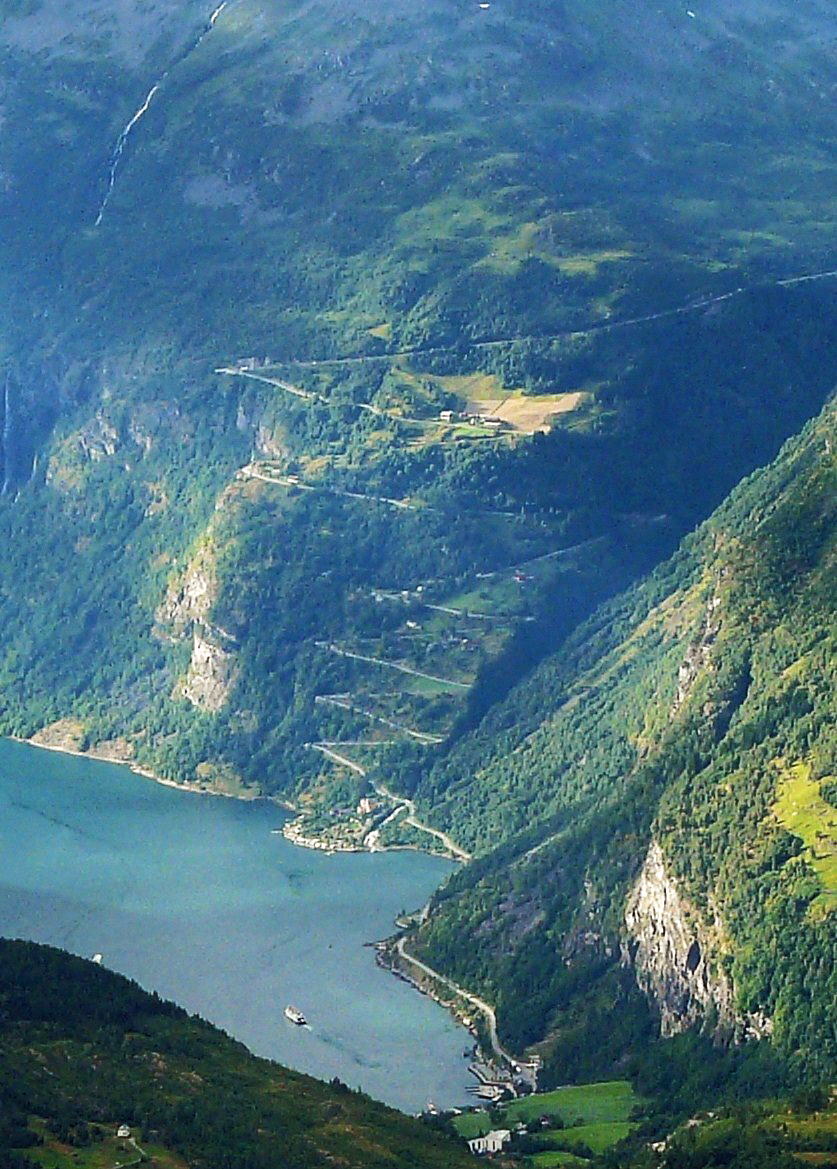

De Ørnevegen (nynorsk) of Ørneveien (bokmål) (Adelaarsweg) is een weg (RV63) boven de Geirangerfjord in het Noorse Geiranger. De route met negen haarspeldbochten tot aan het uitzichtpunt Ørnesvingen (Adelaarsbocht) maakt deel uit van de nationale toeristenweg naar Trollstigen. De weg werd aangelegd in 1956.